# Chalte Chalte – Blisko siebie
Chalte Chalte – Blisko siebie (hindi: चलते चलते, urdu: چلتے چلتے, ang. While I Was Walking, niem. Wohin das Schicksal uns führt) – indyjski dramat miłosny z 2003 w reżyserii Aziza Mirzy. W rolach głównych występują Shahrukh Khan i Rani Mukherjee. Tematem filmu jest małżeństwo.

## Fabuła
Bombaj. Raj, właściciel małej firmy transportowej spotyka przypadkiem Priyę, wykształconą projektantkę mody. Pochodzą z różnych sfer, ale to nie przeszkadza Rajowi. Nawet gdy dowiaduje się, że dziewczyna właśnie wraca z Indii do Europy, aby się zaręczyć, Raj nie traci nadziei na jej poślubienie. Porzuca swój biznes i towarzyszy jej w podróży. Z powodu niepogody muszą czekać na samolot na jednej z wysp greckich. Wbrew woli rodziny Priya rezygnuje z zaplanowanych zaręczyn, biorąc ślub z Rajem.

## Obsada
- Shah Rukh Khan: Raj Mathur
- Rani Mukherjee: Priya Chopra
- Jas Arora: Sameer
- Satish Shah: Manubhai
- Johnny Lever: Nandu
- Aditya Pancholi
- i inni

## Twórcy filmu
1. Reżyser i scenarzysta: Aziz Mirza
2. Producenci: Shah Rukh Khan, Juhi Chawla i Aziz Mirza – wytwórnia "Dreams Unlimited"
3. Teksty piosenek: Javed Akhtar
4. Muzyka: duet Jatin- Lalit
5. Choreografia: Farah Khan

## Ścieżka dźwiękowa
1. "Chalte Chalte" – Abhijeet
2. "Tauba Tumhare Share" – Abhijeet i Alka Yagnik
3. "Suno Na Suno Na" – Abhijeet
4. "Tumhare Gagan Se" – pinky, Preety i Sukhvinder
5. "Layivi Na Gayee" – chór
6. "Ghum Shuda" – Sonu Nigam
7. "Dagariya Chalo" – Alka Yagnik i Udit Narayan

## Nagrody i nominacje
- MTV Immies Indian Music Excellence Award – Shahrukh Khan za występ w piosence "Tauba Tumhare Ye Ishare".
- 13 nominacji do nagród Filmfare, Screen Award, Zee Cine Award (m.in. dla najlepszej aktorki, za najlepszy tekst piosenki, za najlepszą muzykę) – nagrody uzyskał film Devdas lub Koi Mil Gaya